# Andrei Hododi
Andrei Hododi este un controversat om de afaceri și inventator român.
A inventat un material numit Durref pentru fabricarea căruia se folosesc materiale lemnoase care nu sunt utilizate în industrie: rădăcini, crengi, frunze sau chiar iarbă ori fân.
Susține că a obținut brevete pentru materialele Durref în peste 200 de state, printre care SUA, Australia, Comunitatea Statelor Arabe ori țări din Europa.
O casă construită din Durref, inclusiv finisajele, este mai ieftină de cinci-șase ori decât o construcție realizată din materiale clasice, după afirmațiile acestuia.
Despre Andrei Hododi s-a scris în presă că ar fi prejudiciat Statul Român cu sute de milioane de lei, împrumutați de la BANCOREX, creditul fiind garantat guvernamental.
Reușita acestui lucru se datorează conexiunilor cu persoane cheie din serviciile secrete românești.